# Travis Diener
Pour les articles homonymes, voir Diener.
Travis Diener, né le 1er mars 1982 à Fond du Lac, dans le Wisconsin, est un joueur américain de basket-ball. Il évolue au poste de meneur. Il est le cousin du joueur de basket-ball Drake Diener.

## Carrière
Lors de la saison 2012-2013 de l'EuroCoupe, Diener établit un nouveau record du nombre de passes décisives (15) faites dans une rencontre d'EuroCoupe. Son record est égalé en décembre 2013 par Marko Marinović et battu en novembre 2014 par Omar Cook avec 16 passes décisives.